# تپه درکه
تپه درکه مربوط به عصر مفرغ - قورن میانی دوران‌های تاریخی پس از اسلام است و در شهرستان کوهدشت، بخش مرکزی، دهستان گل گل، روستای ابوالوفا واقع شده و این اثر در تاریخ ۲۳ بهمن ۱۳۸۵ با شمارهٔ ثبت ۱۷۱۸۷ به‌عنوان یکی از آثار ملی ایران به ثبت رسیده‌است.